# Liste der Naturdenkmale in Schöndorf (an der Ruwer)
Die Liste der Naturdenkmale in Schöndorf nennt die im Gemeindegebiet von Schöndorf ausgewiesenen Naturdenkmale (Stand 3. Juni 2024).

## Naturdenkmale
| Nr.         | Bezeichnung | Lage                               | Beschreibung | Bild                                    |
| ----------- | ----------- | ---------------------------------- | ------------ | --------------------------------------- |
| ND-7235-451 | Eiche       | Bahnhofstraße, am Ortseingang Lage | Quercus sp.  | Direkt Bild zu diesem Denkmal hochladen |